# Epilobium canum
Epilobium canum är en dunörtsväxtart som först beskrevs av Edward Lee Greene, och fick sitt nu gällande namn av John Earle Raven. Epilobium canum ingår i släktet dunörter, och familjen dunörtsväxter.

## Underarter
Arten delas in i följande underarter:
- E. c. angustifolium
- E. c. canum
- E. c. garrettii
- E. c. latifolium

## Bildgalleri

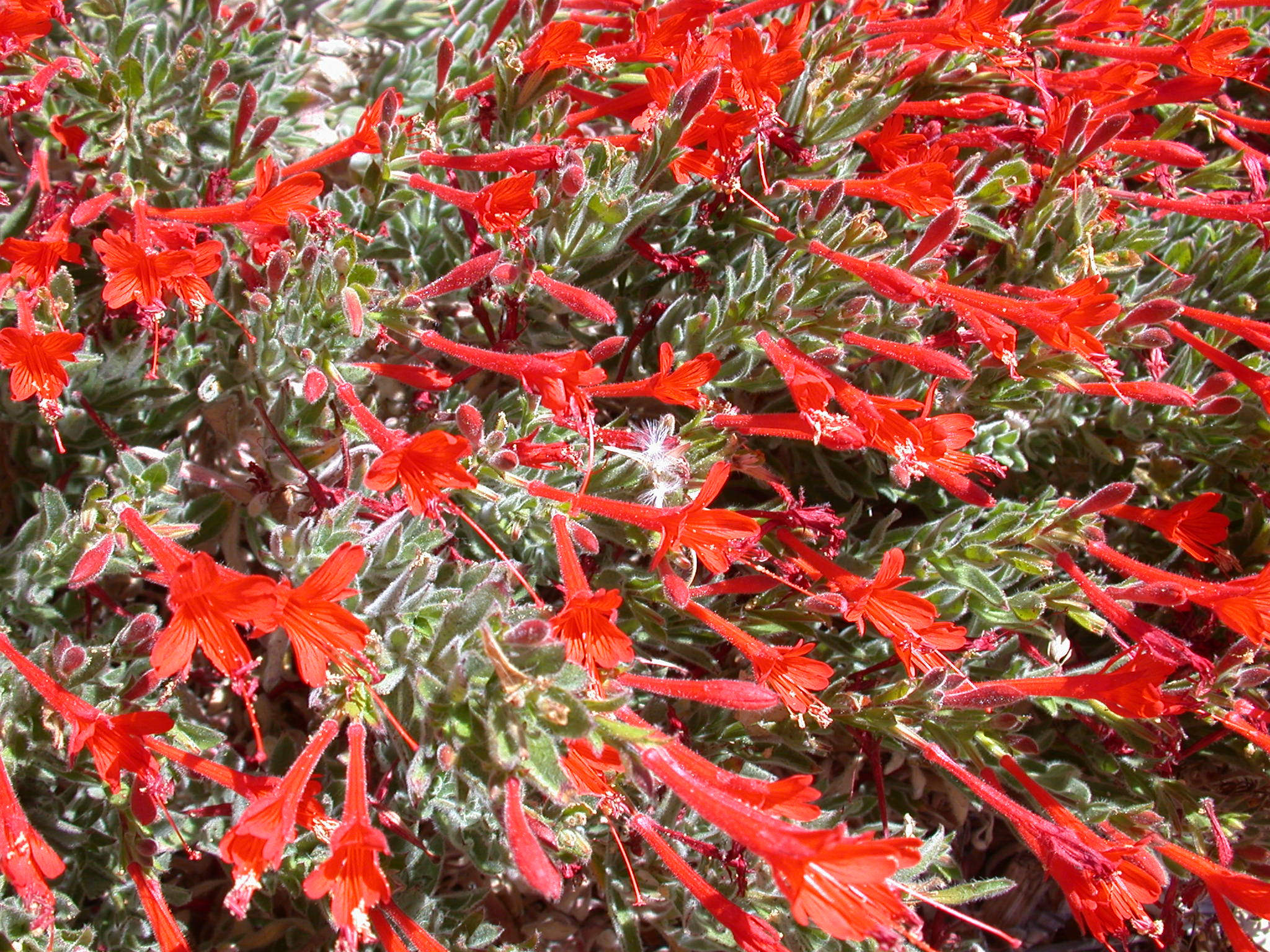
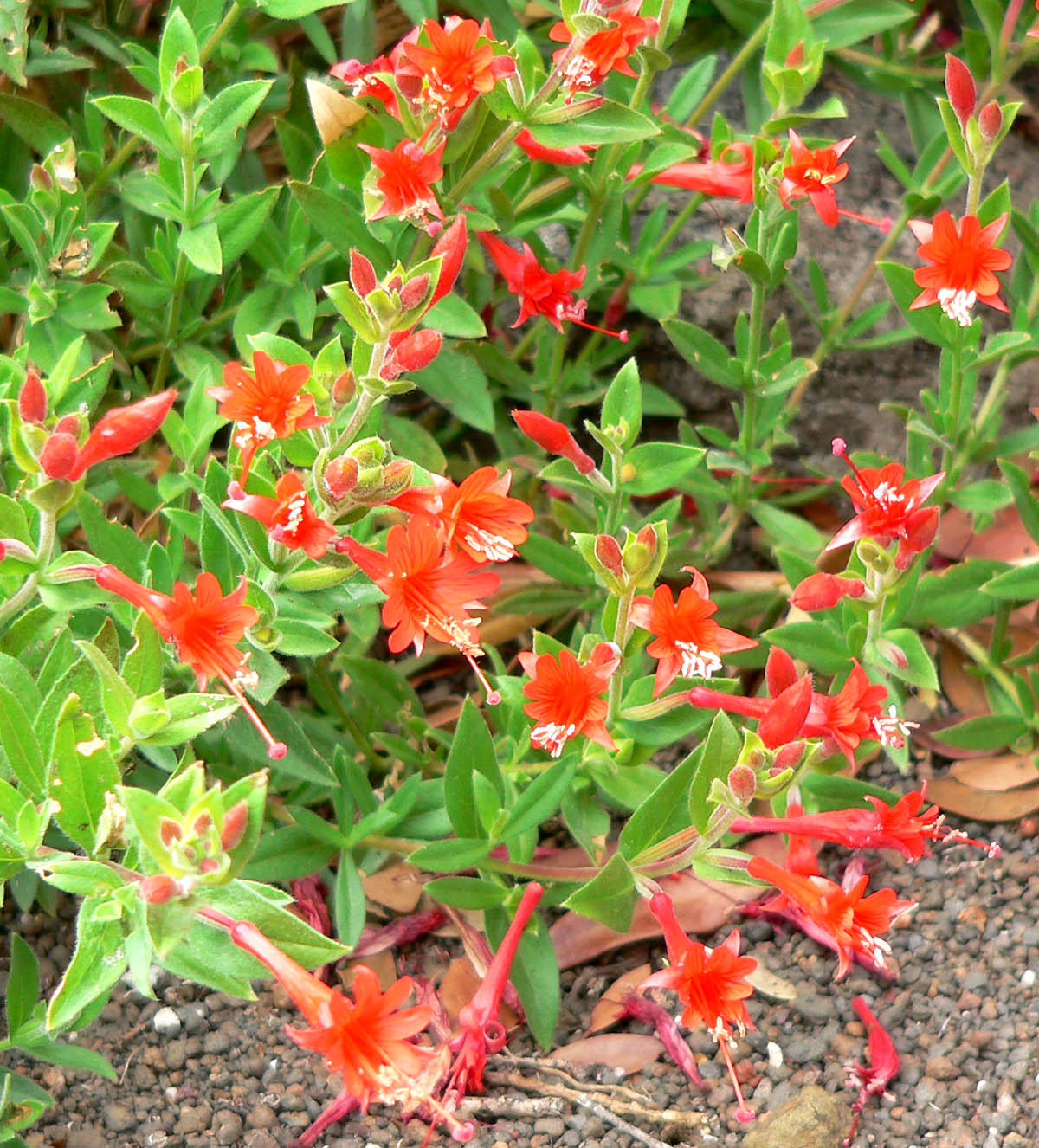
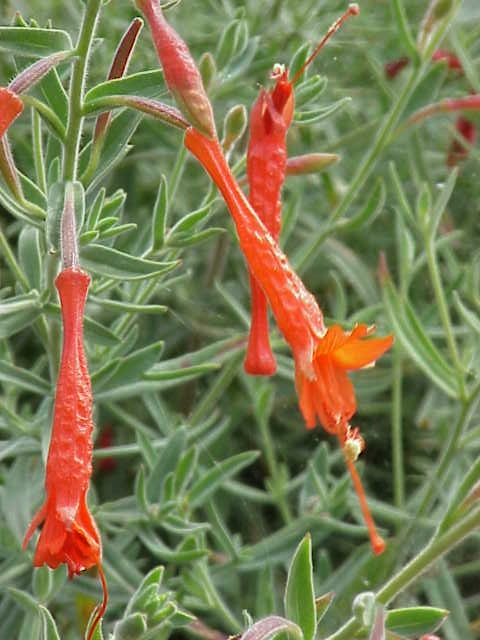
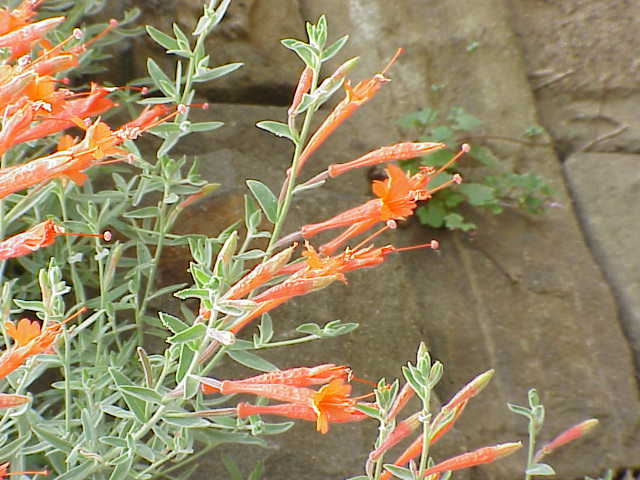
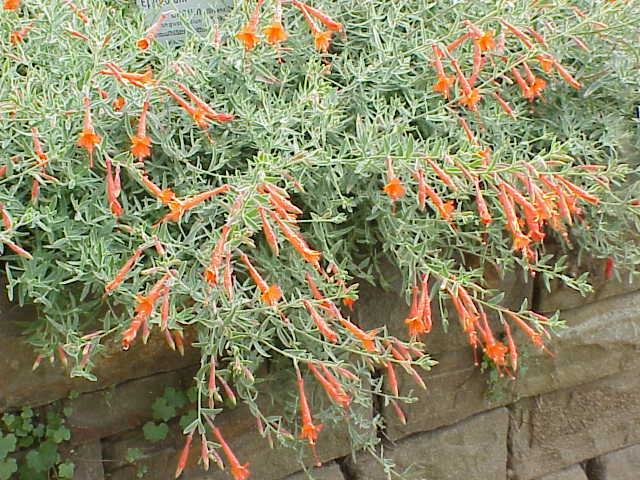
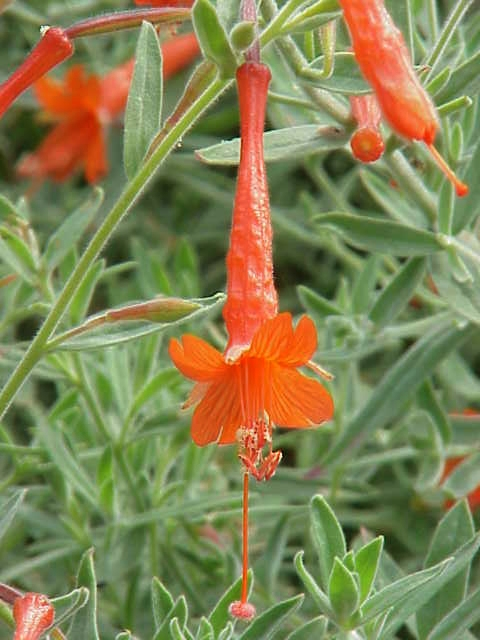